# Le Hom
Le Hom è un comune francese di nuova costituzione in Normandia, dipartimento del Calvados, arrondissement di Caen.
Il 1º gennaio 2016 è stato creato accorpando i comuni di Caumont-sur-Orne, Curcy-sur-Orne, Hamars, Saint-Martin-de-Sallen e Thury-Harcourt, che ne sono diventati comuni delegati.